# March of the Eagles
March of the Eagles est un jeu vidéo de grande stratégie développé par Paradox Development Studio et édité par Paradox Interactive sorti le 18 février 2013 sur Windows. Une version Mac OS X développée par Virtual Programming est sortie le 9 mai 2013.

## Système de jeu
S'inspirant à la fois de Hearts of Iron III, de Europa Universalis III et de Sengoku, le jeu permet au joueur de prendre le contrôle d'une nation du bassin méditerranéen durant une période allant de 1805 à 1820 (période théorique, puisque le jeu propose soit d'arrêter la partie, soit de la continuer une fois arrivé en 1820), lui donnant pour tâche de gérer l'aspect diplomatique, économique, technologique et, en particulier, militaire de celle-ci dans le but de devenir la plus grande puissance terrestre et maritime.
La carte du jeu s'étale en tout sur 2 800 provinces réparties entre l'Europe, l'Afrique du Nord et le Moyen-Orient.

### Conditions de victoire
Une nation peut gagner la partie en accomplissant plusieurs objectifs territoriaux (terrestres ou maritimes), cependant, seules les huit nations majeures (France, Royaume-Uni, Russie, Autriche, Prusse, Suède, Espagne et Empire ottoman) peuvent remporter directement la victoire et gagner la partie.
De ce fait, aucune nation mineure ne peut remporter d'elle-même la victoire. Elle peut cependant gagner de manière indirecte si celle-ci fait partie de la coalition de la nation majeure gagnante.

### Diplomatie
Les relations diplomatiques représente le degré d'appréciation d'une nation par rapport à une autre, si les relations sont bonnes entre deux nations, elles seront plus enclines à signer des accords, ou, à l'inverse, si elles sont mauvaises, elles risquent fortement de se faire la guerre ou d'essayer de se mettre des bâtons dans les roues.
Un nouveau système de coalitions consistant en deux groupes de nations rangées chacune derrière une des deux plus grandes puissances (maritime ou terrestre) afin de combattre celle de l'autre grande puissance a été implémenté et remplace le traditionnel système d'alliances.

### Économie
La monnaie du jeu est le ducat.
Ces ducats permettent de financer les soldats de l'armée, d'en recruter de nouveaux ainsi qu'à améliorer les provinces.
La plupart des revenus proviennent des taxes imposées aux provinces contenant des villes (les provinces rurales ou fortifiées n'apportent aucun revenu), le niveau de ces taxes dépend du niveau de civilisation d'une province (plus celle-ci est civilisée, plus les taxes peuvent être élevés) ainsi que de la taille de la ville (plus celle-ci est grande, plus l'impôt est important). Certaines améliorations de provinces font monter ce niveau de civilisation et d'autres augmentent la taille de la ville.
De l'argent peut-être également obtenu en demandant un tribut à une nation vaincue.
Pour la nation dominante des mers, un bonus de revenus est également offert pour chaque port qui n'est pas possédé par une nation hostile.

### Idées
Les technologies ont été remplacés par un système d'idées.
Ces idées se débloquent en accumulant un certain nombre de points de recherches qui s'obtiennent à raison de 10 par mois, en difficulté normale, mais ces points s'obtiennent également lors des batailles terrestres ou navales ainsi que par certains évènements aléatoires.
Elles peuvent être dépensées dans neuf catégories pour une nation mineure et dix pour une nation majeure (améliorant l'efficacité des troupes et de la marine, leur commandement, l'économie…), et chacune d'entre elles possèdent cinq niveaux.

### Armée et guerres
Contrairement à la plupart des autres jeux de stratégie de Paradox Interactive, une nation n'a pas besoin de casus belli pour déclarer la guerre à une autre.
Le système d'occupation des territoires est inspiré de Hearts of Iron, dans le sens où il suffira qu'une armée marche sur une province ennemie pour que celle-ci soit occupée, cependant, une particularité a été ajoutée avec les provinces contenant un fort, les seules voyant leur nom affiché sur la carte, qui sont les seules à avoir besoin d'être assiégées afin d'en prendre le contrôle. La durée du siège est alors déterminée par la taille de l'armée assiégeante ainsi que par la puissance du fort attaqué.
Les soldats de l'armée se recrutent par brigades d'artillerie, d'infanterie et de cavalerie composée de 1 000 à 2 418 soldats. Le nombre de soldats recrutable par une nation est déterminé par le nombre d'hommes qu'elle a en réserve (par exemple, si elle possède plus de 2 418 hommes en réserve, elle pourra recruter une brigade de 2 418 soldats ou moins). Ces réserves se remplissent plus ou moins rapidement en fonction de la taille de la nation et du niveau de civilisation de ses provinces.

## Accueil
- Canard PC : 6/10[13]